# Volet 2 : Le Franc-Tireur
Albums de La Rumeur
Volet 1 : Le Poison d'Avril
(1997) L'Entre Volets
(1999)
Le Franc-Tireur est le deuxième volet de la trilogie d'EP que lança le groupe La Rumeur entre 1997 et 1999, il sortit en 1998 uniquement en vinyle. Hamé est le rappeur du groupe mis en avant dans cet EP. Comme chacun des épisodes de la trilogie, cet EP est entièrement produit par les deux DJs du groupe, Soul G & Kool M.
Il fut réédité en même temps que toute la trilogie d'EP le 28 août 2000 en CD et vinyle, toujours chez EMI.

## Morceaux
1. Le hors piste (Hamé / Soul G-Kool M)
2. Le pire (Hamé / Soul G-Kool M)
3. On m'a demandé d'oublier (Hamé / Soul G-Kool M)
4. Les perdants ont une voix (Philippe-Ekoué-Mourad-Hamé / Soul G-Kool M)
5. Plus que ça à faire (Hamé / Soul G-Kool M)